# Stazione di Natori
La stazione di Natori (名取駅?, Natori-eki) è una stazione ferroviaria situata nella città di Natori, nella prefettura di Miyagi, ed è servita dalle linee principale Tōhoku e Jōban della JR East e dalla linea Sendai Aeroporto, della quale è ufficialmente il punto di partenza, sebbene tutti i treni continuino fino alla stazione di Sendai.

## Servizi ferroviari
East Japan Railway Company
■ Linea principale Tōhoku
■ Linea Jōban (Servizio ferroviario)
 Sendai Airport Transit
■ Linea Sendai Aeroporto

## Struttura
La stazione è dotata di un marciapiede a isola centrale e uno laterale con tre binari passanti in superficie. Il fabbricato viaggiatori si trova sopra il piano del ferro, ed è collegato ad esso da scale fisse, mobili e ascensori. La stazione è dotata di biglietteria presenziata dalle 6 alle 21 e diversi servizi, fra cui kombini, distributore automatico di biglietti e tornelli automatici con supporto alla bigliettazione elettronica Suica.
| 1 | ■ Linea principale Tōhoku | per Iwanuma, Shiroishi e Fukushima             |
| 1 | ■ Linea Sendai Aeroporto  | per Sendai Aeroporto                           |
| 1 | ■ Linea Jōban             | per Iwanuma, Hamayoshida, Haranomachi e Iwaki1 |
| 2 | ■ Linea Sendai Aeroporto  | per Sendai Aeroporto                           |
| 2 | ■ Linea principale Tōhoku | per Sendai                                     |
| 3 | ■ Linea principale Tōhoku | per Sendai, Rifu, Matsushima e Kogota          |

- 1: A causa delle conseguenze del terremoto e maremoto del Tōhoku del 2011 a marzo 2013 i servizi sono limitati alla stazione di Hamayoshida

## Stazioni adiacenti
| «                       | Servizio                | »                       |
| Linea principale Tōhoku | Linea principale Tōhoku | Linea principale Tōhoku |
| Linea Jōban             | Linea Jōban             | Linea Jōban             |
| ----------------------- | ----------------------- | ----------------------- |
| Tatekoshi               | Locale                  | Minami-Sendai           |
| Iwanuma                 | Sendai City Rabbit      | Sendai                  |
| Linea Sendai Aeroporto  |                         |                         |
| Morisekinoshita         | Locale                  | Minami-Sendai           |
| Sendai Aeroporto        | Rapido                  | Sendai                  |